# 豊竹嶋太夫
- 豊竹島太夫
- 豊竹嶋太夫（今日使用されている表記）
- 豊竹嶋大夫（一時期使用された表記）

豊竹 嶋太夫（とよたけ しまたゆう）は、日本の文楽（義太夫節）の「大夫」（太夫）。嶋太夫の名跡は、令和の時代まで8人に継がれている。しまの漢字表記は「島太夫」とも。

## 初代
（生没年不詳）
初代豊竹若太夫（後の豊竹越前少掾）の門弟。1717年に豊竹座に初出演。1725年に江戸で終生活動。没年不詳。一時師名の2代目若太夫を名乗る（代外）。

## 2代目
後の2代目豊竹若太夫。

## 3代目
（生年不詳 - 1827年）
大坂の出身。竹本播磨大掾の門弟。1809年が初出演。竹本文字太夫、竹本島太夫を経て、1820年に3代目島太夫を襲名。1827年京都で死去。

## 4代目
（生没年不詳）
大坂の出身。3代目島太夫の門弟。1827年が初出演。竹本八十太夫、豊竹広太夫、竹本島太夫を経て、1830年に4代目島太夫を襲名。
通称を「平助」。

## 5代目
（生没年不詳）
播磨姫路（現在の兵庫県）の出身。3代目竹本住太夫の門弟。1829年に初出演。竹本高太夫、大島太夫を経て、1843年に5代目島太夫を襲名。江戸にて没した。
通称を「藤助」。

## 6代目
（天保元年（1830年） - 明治17年（1884年）4月16日）本名は小山（または小西）平吉。
大坂の出身。5代目豊竹湊太夫の門弟。千鳥太夫が6代目嶋太夫を襲名。晩年を金沢で過ごす。

## 7代目
後の10代目豊竹若太夫。

## 8代目
（1932年〈昭和7年〉3月7日 - 2020年〈令和2年〉8月20日）本名は村上五郎。
愛媛県松山市（旧北条市）出身。1948年（昭和22年）、3代目豊竹呂太夫（元・7代目嶋太夫）に入門し2代目豊竹呂賀太夫。1952年、3代目呂太夫が10代目若太夫を襲名したため、1954年11月に4代目豊竹呂太夫となるが、1955年夏に退座する。1968年4月に3代目竹本春子太夫の門下で復帰し8代目嶋太夫を襲名ともに文楽協会に加入。1969年に4代目竹本越路太夫門下。1994年（平成6年）4月より切場語り。2008年に旭日小綬章を受章。2015年10月重要無形文化財保持者（人間国宝）に認定。同月引退を発表。2016年2月東京公演で引退。2020年（令和2年）8月20日、死去。88歳没。